# 회사법
실질적 의의의 회사법(會社法, 영어: corporate law, company law, enterprise law)은 회사에 고유한 법률관계를 규율하는 사법이다. 형식적 의의의 회사법은 상법 제3편 회사를 말한다. 실질적 의의의 회사법과 형식적 의의의 회사법의 내용은 거의 같지만, 실질적 의의의 회사법은 상법 제3편 회사의 규정 중에서 회사에 고유한 법률관계를 규율하는 사법적 규정뿐만 아니라 특별법, 관습법, 상사자치법(정관 등) 등에도 존재한다. 형식적 의의의 회사법은 주로 사법적 규정으로 이뤄져 있으나 비송사건적 규정과 소송법적 규정, 형법적 규정(벌칙)을 포함한다.

## 회사법의 법원
회사법의 법원(法原)은 상법 제3편 회사뿐만 아니라 여러 특별법, 관습법, 상사자치법에 존재한다. (1) 상법 제3편. (2) (1) 이외의 회사에 관한 다른 법령－예컨대 담보부사채신탁법·회사정리법·은행법·신탁업법·보험업법·파산법·자산재평가법 등의 특별법의 일부가 회사법의 법원이 된다. 더욱이 특수회사법도 그 대부분은 회사법의 법원이 된다. (3) 관습법 ― 상법 제3편과 회사법·특별법에 규정이 없는 것은 회사법에 관한 관습법, 예컨대 구법의 기명주식의 백지위임장부양도 같은 것은 회사법의 법원이 되었다. (4) 회사의 정관, 기타 ― 회사의 정관 기타 사규·사칙 등은 상사자치법으로서 회사법의 법원이 된다. (5) 판례나 학설, 조리가 회사법의 법원인지에 대해서는 견해의 대립이 있다.

### 적용 순서
회사법의 법원은 특별법 우선 원칙에 따라 상사자치법 - 상사특별법 - 상법전 - 상사관습법 - 민사자치법 - 민사특별법 - 민법전 - 민사관습법의 순서로 적용된다. (상법 제1조 참고.)

## 회사법의 특징
회사법은 상법의 일부분이므로 회사법 또한 상법의 특징을 가지고 있다. 또한 회사법은 회사라는 단체법적 법률관계를 규율하는 법률이므로 고유한 특징을 가진다.
- 단체법적 특징

회사법은 회사라는 단체와 그 존재의 기초가 되는 사원의 관계와 그 활동의 기초가 되는 기관의 관계를 정하는 법이다. 따라서 회사법은 단체법적 특징을 가지며 사인과 사인 간의 대등한 관계를 정하는 개인법과 다른 법리(法理), 예를 들어 사원권, 다수결의 원칙, 사원 평등의 원칙 등이 지배한다.
- 거래법적 특징

회사법은 그 일부분이 거래법적 특징을 가지고 있다. 예를 들어 회사와 채권자의 관계, 사원과 사원의 관계를 정하고, 또한 사원의 자격을 규정하는 것은 회사와 다른 회사의 거래를 규율하는 것에 불과하지만, 회사가 거래의 주제로서 규정되고 있음은 명백하다. 더욱 회사법은 거래와 관계가 깊은 사항에 대해서는 공시(公示)를 요구하여 거래의 안전을 도모하고, 외관(外觀)을 중요시하여 거래의 완활을 기도하는 공시주의, 외관주의를 취하고 있다.
- 공공적 특징

회사법은 영리를 추구하는 사단을 규율하는 법으로서 회사의 영리성을 인정하고 사원의 사적 이익 추구도 긍정하고 있다. 그러나 회사법은 회사의 사회적, 공공적 성격 또한 강조하고 있다. 회사법에는 많은 공법적 규정을 포함하고 있으며, 사법적 규정에서도 회사의 계산 서류의 공개를 요구하는 것과 같은 공공적 성격을 강조한 규정이 있다.

## 회사의 능력

### 회사의 권리능력
회사는 법인이므로 (상법 171조) 권리, 의무의 주체가 된다. 즉, 권리능력을 가지고 있다. 그러나 법인의 권리능력은 자연인과 달리 법에 의해 인정되므로 제한될 수 있다.
- 성질에 의한 제한

회사는 자연인과 달리 육체를 가지고 있지 않으므로 육체를 전제로 하는 권리의무를 향유할 수 없다. 따라서 생명권, 신체의 자유권, 친족권 등은 향유할 수 없다. 다만 명예권, 상호권, 사원권, 대리권은 행사할 수 있다.
- 법률에 의한 제한

회사의 권리능력은 법에 의해 부여되므로 법에 의해 제한될 수 있다. 예를 들면 회사는 다른 회사의 무한책임사원이 되지 못한다. (상법 제173조) 또한 파산 후의 회사나 청산 중인 회사는 파산 또는 청산의 목적 범위 내에서만 권리능력을 가진다.  (상법 245조, 542조, 파산법 4조) 한편 특별법상의 특수회사는 그 특별법에 의하여 권리능력이 제한되는 경우도 있다. (은행법 제25조, 보험법 제9조)
- 목적에 의한 제한

회사의 권리능력에 목적에 의해 제한되는지에 대하여는 견해가 대립한다. 민법 제34조는 "법인은 법률의 규정에 좇아 정관으로 정한 목적의 범위내에서 권리와 의무의 주체가 된다."고 규정하고 있으나, 상법에서는 "회사는 무한책임사원이 되지 못한다"고만 규정하고 (상법 제173조) 회사의 권리능력의 제한에 대해서는 아무런 규정이 없다. 민법 제34조가 법인에 대한 일반규정이라고 보는 견해는 회사의 권리능력은 목적 범위 내에서 제한된다고 하고, 반면 민법 제34조를 비영리법인에 대한 규정이라고 보는 견해에서는 회사의 권리능력은 목적 범위 내에서 제한되지 않는다고 한다.

## 회사의 종류

### 상법 상의 회사
상법 상의 회사는 상법 제3편 회사에 의하여 인정되는 회사이다. 합명회사, 합자회사, 유한책임회사, 주식회사, 유한회사가 상법에서 인정된다. 합명회사는 무한 책임 사원만으로 구성된 회사이며, 합자회사는 무한 책임 사원과 유한 책임 사원으로 구성되는 회사이다. 주식회사와 유한회사는 모두 유한 책임 사원만으로 구성된다. 주식회사의 사원 수에는 제한이 없으나 유한회사의 사원 수는 50명 이하로 제한된다. (상법 제545조)
| 상법 상의 회사의 특질표 | 상법 상의 회사의 특질표 | 상법 상의 회사의 특질표 | 상법 상의 회사의 특질표 | 상법 상의 회사의 특질표 | 상법 상의 회사의 특질표 | 상법 상의 회사의 특질표 | 상법 상의 회사의 특질표 |             |
|                         | 합명회사                | 합명회사                | 합자회사                | 합자회사                | 주식회사                | 주식회사                | 유한회사                | 유한회사    |
| ----------------------- | ----------------------- | ----------------------- | ----------------------- | ----------------------- | ----------------------- | ----------------------- | ----------------------- | ----------- |
| 사원의 책임             | 무한 책임               | 직접 연대               | 무한 및 유한            | 직접 연대               | 간접 유한               | 간접 유한               | 간접 유한               | 간접 유한   |
| 사원의 책임             | (212조)                 | (212조)                 | (270조)                 | (270조)                 | (331조)                 | (331조)                 | (553조)                 | (553조)     |
| 기관의 구성             | 자기 기관               | 자기 기관               | 자기 기관               | 무한 책임 사원          | 제3자 기관              | 제3자 기관              | 제3자 기관              | 제3자 기관  |
| 기관의 구성             | (200조)                 | (200조)                 | (273조)                 | (273조)                 | (382조)                 | (382조)                 | (561조)                 | (561조)     |
| 사원 지위 교대의 난이   | 어려움                  | 어려움                  | 어려움                  | 어려움                  | 쉬움                    | 쉬움                    | 조금 어려움             | 조금 어려움 |
| 사원 지위 교대의 난이   | (197조)                 | (197조)                 | (273조)                 | (273조)                 | (335조)                 | (335조)                 | (556조)                 | (556조)     |
| 인적 물적 요소의 강함   | 인적 요소 강함          | 인적 요소 강함          | 인적 요소 가미          | 인적 요소 강함          | 물적 요소 강함          | 물적 요소 강함          | 인적 물적 양 요소 가미  |             |

### 특별법 상의 회사
특별법 상의 회사는 예컨대 은행법, 보험업법, 신탁업법, 정부투자기관관리법 등의 상사특별법에 의하여 특수한 업무를 수행하는 회사를 말한다. 이러한 회사들도 물론 상법 제3편 회사에 의해 규정되나 특수한 업무에 종사하기 때문에 상법에 우선하는 특별법에 의해 규정된다. 또한 영업의 면허를 개업의 조건으로 하고 업무 활동이 통제되며, 특별한 행정 감독을 받는다. 많은 경우에 회사 창립을 위하여 단행 회사법이 제정되고 정부가 임명하는 설립준비위원에 의하여 실립된다. 이들 회사는 많은 특전을 향유하는 반면에 국가의 강력한 통제와 감독을 받는다. 예를 들어 한국토지주택공사, 한국거래소, 한국전력공사, 한국도로공사, 한국관광공사 등이 있다.

## 같이 보기
- 노동법
- 경쟁법
- 국유기업
- 바닥으로의 경쟁
- 기업 윤리
- 회사범죄